# Mitchells Plain
Mitchells Plain (gelegentlich auch Mitchell’s Plain) ist ein Stadtteil der Metropolgemeinde City of Cape Town in der südafrikanischen Provinz Westkap. Er wurde in den 1970er Jahren in der Zeit der Apartheid als Township für Coloureds gegründet und zählt zu den größten Townshipsiedlungen des Landes.

## Geographie
Mitchells Plain liegt rund 32 Kilometer südöstlich des Kapstädter Stadtzentrums in den Cape Flats. 2011 lebten dort auf rund 44 Quadratkilometern 310.485 Menschen. Der Stadtteil liegt unweit der False Bay, von der er nur durch einen mehrere Hundert Meter breiten Küstenstreifen getrennt ist. Zum main place Mitchells Plain gehört das südwestlich gelegene Strandfontein, das am Meer liegt. Nördlich liegt der Stadtteil Philippi, östlich Khayelitsha. Im Westen liegen sandige Brachflächen. Im Südosten grenzt das Naturschutzgebiet Wolfgat Nature Reserve an Mitchells Plain an. 
Der Stadtteil ist in mehrere Gebiete aufgeteilt. Dazu gehören, von Nord nach Süd, Lentegeur, Mandalay, Woodlands, Rocklands, Tafelsig und Strandfontein.
Bei der Volkszählung 2011 bezeichneten sich 91 Prozent der Bewohner als Coloureds, sieben Prozent als Schwarze.
| Manenberg                   | Philippi                                    | Swartklip Interchange (N2/R300)   |
| Philippi-Farmland           | Kompassrose, die auf Nachbargemeinden zeigt | Khayelitsha                       |
| Philippi-Farmland False Bay | False Bay                                   | Macassar, Somerset West False Bay |

## Geschichte
Mit der Gründung Anfang der 1970er Jahre wollten die Apartheidbehörden Coloureds mit Wohnraum versorgen, die infolge des Group Areas Act aus dem District Six vertrieben worden waren. Bei der Anlage des Stadtteils wurde Wert darauf gelegt, eine im Vergleich zu anderen Townships bessere Infrastruktur zu gewährleisten, etwa durch bessere Verkehrsanbindungen und eine weniger dichte Besiedelung. In der Westhälfte waren die Bedingungen günstiger als im Osten, wo ärmere Coloureds angesiedelt wurden.
Am 20. August 1983 wurde in der Rocklands Community Hall in Mitchells Plain die einflussreiche Oppositionsbewegung United Democratic Front (UDF) gegründet. Ab 2000 war Mitchells Plain einer der Schwerpunkte der Western Cape Anti-Eviction Campaign, die gegen amtlich angeordnete Räumungen von Wohnungen eintrat.
2019 war Mitchells Plain einer der Orte, an denen Truppen der South African National Defence Force zur Verbrechensbekämpfung unbefristet stationiert wurden.

## Infrastruktur und Verkehr
Im Zentrum des Stadtteils befindet sich das Einkaufs- und Stadtzentrum Town Centre. Zwei weitere Einkaufszentren liegen im Norden und Süden.
Eine Linie der Metrorail Kapstadt bedient Mitchells Plain mit einer Stichstrecke, an der die drei Stationen Lentegeur, Mitchell’s Plain und Kapteinsklip. Die Station Mitchell’s Plain ist auch Hauptanlaufpunkt für Busse und Minibusse. Mehrere motorways erschließen den Stadtteil.

## Sehenswürdigkeiten
- Westridge Gardens, ein Park- und Gartengelände zur Naherholung, wo jährlich Parkkonzerte und das Mitchells Plain Festival stattfinden.[5]
- Wolfgat Nature Reserve, ein touristisch erschlossenes Naturschutzgebiet, das nach einigen Kalksteinklippen, den Wolfgat cliffs, benannt ist, wo fossile Belege der Hyaena brunnea gefunden wurden.[6]